# Teletubbies
Teletubbies é um programa televisivo britânico produzido pela BBC, Ragdoll Productions e Discovery Kids Latin America. Foi criado por Anne Wood CBE, o diretor criativo da Ragdoll, e Andrew Davenport, que escreveu cada um dos 365 episódios que compõem a série original. Narrado por Tim Whitnall (e Guilherme Briggs no Brasil), o programa rapidamente se tornou um sucesso comercial e de crítica na Grã-Bretanha e no exterior (particularmente notável para a sua produção de elevado valor), e conquistou dois BAFTAs em 2005 e 2009.
No Brasil, a série estreou pela Rede Globo no dia 11 de janeiro de 1999, dentro do programa Angel Mix, que era exibido às 8h30 com Angélica. Depois de ter a exibição concluída, foi exibida pela TV Cultura em São Paulo e pelo canal por assinatura Discovery Kids.
Em 1 de julho de 2002 foi lançado Teletubbies: em Todo Lugar (Everywhere no original), são episódios de 10 minutos que ensinam sobre cores, formas, números e cultura. Uma série animada com os personagens de Tiddlytubbies estreou em 2018 no canal oficial dos Teletubbies no YouTube. Outro spin-off com animação CGI e foco na música intitulado Teletubbies: Ready, Steady, Go! foi lançado em setembro de 2021. Um spin-off animado com CGI chamado Teletubbies: Let's Go! foi anunciado em 15 de setembro de 2022 e estreou em outubro do mesmo ano no canal do YouTube. Tal qual acontece com os outros spin-offs online, foi produzido pela WildBrain Spark Studio e consistente em 52 curtas de cinco minutos. 
Em 1999, a Som Livre lançou o Teletubbies em VHS. A versão original contém 6 volumes. A PlayArte lançou outra versão em 2003.
Teletubbies say "Eh-oh!", é um single que foi número um no UK singles chart em 1997, se manteve no top 75 por 29 semanas.
A versão exibida pela Rede Globo exibia quadros e crianças brasileiras (em um vídeo do Youtube, é visto um caminhão dos bombeiros de São Paulo, mais precisamente do Jaguaré), apesar da série ser britânica. Na versão da TV Cultura, exibia quadros e crianças britânicas.

## Sinopse
A serie se foca em atores com fantasias, o tanto diferentes nomeados para as telas de televisão implantados nas barrigas dos personagens. Reconhecido em toda a cultura popular para a antena exclusivamente em forma saindo da cabeça de cada ser, em seus respectivos nomes e cores de assinatura, os quatro Teletubbies descritos neste programa incluem Tinky Winky, Dipsy, Laa-Laa e Po. O abrigo principal dos quatro é uma cúpula gramada (conhecido como o "Tubbytronic Superdome", apesar de o nome da residência não é mencionado em toda durante todo o curso da série) implantado no terreno acessado através deslizando em um buraco no topo. As criaturas coexistem em Teletubbilândia (o nome de seu ambiente de casa) com uma série de engenhocas estranhas como Noo-noo, o aspirador azul com a tendência para sugar as posses dos Teletubbies fazendo com que eles chamam-o de "Noo-noo levado" enquanto o Noo-noo corre deles. E um alto falante que se ergue do chão, e interagindo com os Teletubbies, que serve tanto como supervisores para os seres que muitas vezes surgem para se envolver nas brincadeiras com eles.
A série é conhecida por sua configuração, colorido psicodélico projetado especificamente pelos criadores de apelar para as capacidades na concentração infantil ou desbloquear diferentes seções da mente enquanto educam crianças mais jovens e bebês nas transições que podem ser esperados na vida.
Ao longo de cada episódio, uma variedade de rituais são realizados que são, às vezes, de maneira diferente em cada renovação, Tais como as interações lúdicas entre os Teletubbies e o alto falante. Os acidentes causados por Noo-noo, a imagem das crianças brincando e criando algo que é exibido na tela da barriga de um dos personagens e, particularmente, o "evento mágico", que ocorre uma vez por episódio. O evento é cada vez diferente e muitas vezes é causado inexplicavelmente, e é freqüentemente psicodélica e estranha, contudo lunática. Muitas vezes, os Teletubbies se envolvem nas brincadeiras um com o outro, com Noo-noo ou do auto-falante em muitos segmentos de episódios e o episódio encerra pelo narrador e um auto-falante, depois a turma dá seu tchau duas vezes e no fim, eles pulam para a Tubbytronic Superdome novamente, enquanto o Sol (com rosto de bebê real em que dá uns gritos algumas vezes, ao aparecer durante os episódios) se põe.

## Personagens principais
- Tinky Winky é o primeiro dos Teletubbies, aparenta ser um pouco mais maduro em personalidade, sendo um pouco mais alto que os demais, é muito amistoso e gentil. Possui coloração roxa e sua antena tem a forma de um triângulo. Seu objeto favorito é uma bolsa de cor vermelha.

- Dipsy é o segundo dos Teletubbies, apesar de ser bastante alegre e divertido como os outros Teletubbies, Dipsy tem a personalidade um pouco mais teimosa e nem sempre concorda com os demais. Seu tom de pele é um pouco mais escuro que o dos outros Teletubbies. Possui coloração verde e sua antena tem o formato de uma vareta. Seu objeto favorito é um chapéu branco com manchas pretas.

- Laa-Laa é a terceira dos Teletubbies, possui uma personalidade doce e bem humorada sempre disposta a brincar. Ela costuma cantar e dançar mais ativamente e tem interesse pelo balé. Possui coloração amarela e sua antena na cabeça é encaracolada. Seu objeto favorito é uma bola plástica alaranjada.

- Po é a quarta e mais nova dos Teletubbies sendo visivilmente mais baixinha em altura dentre os quatro, possui uma personalidade inocente e ao mesmo tempo curiosa e travessa apresentando muitas vezes características como as de um bebê. Ela possui coloração vermelha e a antena de sua cabeça tem um formato circular no topo semelhante a um soprador de bolas de sabão. Seu objeto favorito é um patinete.

## Lista dos episódios de Teletubbies em todo lugar
Primeira temporada:
- 1. Número Três
- 2. Tocando o Tambor
- 3. Alimentando Galinhas
- 4. Patinando no Gelo
- 5. Rodinhas para Brincar
- 6. Balé
- 7. O Balão Guarda-Chuva
- 8. Colecionando Pedrinhas
- 9. Folhas de Outono
- 10. Dança Indiana
- 11. Pavões
- 12. Pintando com as Mãos: Peixe
- 13. Idlis
- 14. Carrossel
- 15. Lavando Roupas
- 16. Caracois
- 17. Procurando Água
- 18. O Violinista
- 19. Colhendo Laranjas
- 20. Número Dois
- 21. A Dança do Leão
- 22. Ensinando o Cãozinho
- 23. Pipas
- 24. Futebol
- 25. Equilibrando
- 26. Núumero Cinco

Segunda temporada:
- 1 colhendo milho
- 2 pintura de sinais
- 3 escarabelhos
- 4 bhelpuri
- 5 vestindo-se
- 6 número quatro
- 7 pista de mármore
- 8 agitando e batendo
- 9 pintando flores

- 10 garrafa de areia
- 11 número 1
- 12 lanternas
- 13 festival de flores
- 14 garrada de areia
- 15 bolhas
- 16 corrida de kart
- 17 viagem pelo canal
- 18 dançando sevillanas
- 19 pintura de parede
- 20 sanduíche
- 21 brinquedos mecânicos
- 22 rodando
- 23 alimentando ovelhas
- 24 ordenhando a vaca
- 25 dança do tambor
- 26 caminhando na neve

### Homossexualidade de Tinky Winky
Alguns setores conservadores da sociedade civil (igrejas, ativistas pró-família, associações de defesa dos pais e filhos, antiaborto, entre outros) fizeram várias denúncias, por conta das suspeitas das associações de Tinky Winky com a homossexualidade: Tinky Winky possui uma bolsa vermelha (uma "bolsa mágica", na série) e um triângulo invertido na cabeça (▼), todos de símbolos do orgulho gay.

Em Janeiro de 1999, o jornal "The Washigton Post" apresentou os prováveis motivos que explicam o sucesso do personagem Tinky Winky junto ao movimento gay: "sua cor é violeta", "sua antena é em forma de triângulo (símbolo do orgulho gay)" e "a sua inseparável bolsinha".
Em Fevereiro do mesmo ano, o fundamentalista cristão e pastor evangélico, Jerry Falwell, morto em 2008, baseado nas denúncias, acusou o personagem Tinky Winky de ser o "símbolo gay" e alertou os pais que ele pode ser um símbolo de homossexualidade: "É violeta, a cor da homossexualidade, e o triângulo é um símbolo homossexual".
No mesmo mês, as organizações religiosas da Europa e dos Estados Unidos se movimentam para retirar o personagem Tinky Winky da série. As entidades não aceitam a presença do personagem por considerá-lo homossexual.
No Brasil, o caso só começou a repercutir em 1999 (depois que a Rede Globo começou a exibir a série), mas com a associação de GLS (que formava o triângulo e era sigla mais famosa desde 2004).
A BBC, em resposta, afirmou: "Tinky Winky é um simples e doce bebê tecnológico com uma bolsa mágica. Trata-se de um espetáculo para crianças". Já a produção e os atores da série, em resposta, consideravam as acusações dos cristãos, as notícias de jornais e internet de associações da personagem à homossexualidade como "absurdas e ofensivas".
O caso voltou a tona em maio de 2007, quando a Provedora de Justiça da Infância, a polonesa Ewa Sowińska, demonstrou sua preocupação com a questão e solicitou uma investigação. "Percebi que ele tem uma bolsa de mulher, mas não percebi que ele era um menino" disse em uma declaração pública" Ela pediu aos psicólogos do seu escritório que investigassem as alegações. Após a pesquisa no final de 2007, ela declarou: "A opinião de um importante Sexólogo, que afirma que está série não tem efeitos negativos na psicologia de uma criança, é perfeitamente credível. Como resultado, decidi que não é mais necessário procurar a opinião de outros psicólogos".

## Revival
Depois de 13 anos do fim, em 2015, os Teletubbies voltaram, 60 novos episódios foram encomendados pela BBC. a reinicialização durou 120 episódios.
Produzida pela DHX Media em parceria com a BBC e sob a Produção Executiva de Darrall Macqueen, a série foi renovada com reforços de Computação Gráfica-(CGI), algo que será mais utilizada nessa nova série. Efeitos tridimensionais, novas trilhas de áudio, novos personagens, novas histórias e alta definição.
De acordo com Anne Wood, cocriadora da série original, ela não assistirá a produção da nova série. Disse:
"Eu não conseguiria. Eu não tenho nada contra eles, pode ser que seja brilhante, mas como eu poderia assistir? Todos os meus programas são como os meus filhos. É como ver uma criança refeita na imagem de outra pessoa. Eu vendi os direitos autorais da série e eu não tenho nada a respeito disso. Há remakes de muitos programas sendo feitos e eu sinto que a indústria de televisão para crianças vale mais do que isso. Seria bom se novos trabalhos fossem mais encorajados."
Darral Macqueen, o produtor executivo, afirmou: "Trabalhar na evolução dos Teletubbies é como lidar com as jóias da coroa da Televisão."
Kay Benbow, controlador da CBeebies, animado com esse momento, afirmou: "Acho que agora, esse é o momento certo pra fazer novos episódios desse tão amado show, icônico para o público atual CBeebies.
O ator Jim Broadbent, conhecido por fazer um personagem da série Harry Potter, dublará os Alto-Falantes, que fazem os Teletubbies descobrirem novas brincadeiras. Ele afirmou: "Teletubbies é uma instituição estadunidense-britânica é é emocionante estar envolvido no retorno desse sucesso global para as telas."
A trilha da série será tocada pela Orquestra Sinfônica da Nickelodeon e BBC.
Jessica Smith, que já fez o Bebê Sol na série original, agora passa o papel para Berry.
E ainda, um novo personagem chamado "Tubby Phone", que é uma espécie de Smartphone do mundo dos Teletubbies, o que significa que a série foi adaptada para o mundo atual. A Voz do "Tubby Phone" será feita pela Jane Horrocks.
A transmissão da nova série se iniciou no canal infantil britânico CBeebies, que está na produção da nova série. No Brasil, não houve transmissão em TV aberta. Em Portugal esteve em exibição no mesmo canal que exibiu a série antiga, de 01 de outubro de 2016 até 2017, na SIC, sendo transmitida aos sábados e domingos pelas 7 da manhã.